# Hejiang-Brücke
Die Hejiang-Brücke (chinesisch 合江长江二桥) ist eine Schrägseilbrücke, welche in der chinesischen Provinz Sichuan die Ringautobahn Chengdu-Chongqing über den Jangtsekiang führt. Sie liegt 35 km östlich von Luzhou und ist nach der Bosideng-Brücke erst die zweite Brücke in der Provinz, welche über den Jangtse führt. Das Projekt wurde ursprünglich Hejiang-Brücke 2 genannt, um es von der zuerst als Hejiang-Brücke 1 bezeichneten Bosideng-Brücke zu unterscheiden.
Die Hauptbrücke ist als 840 m lange zweihüftige Schrägseilbrücke ausgeführt, die eine Spannweite von 420 m hat. Daran schließt sich im Osten eine 840 m lange Vorbrücke an. Der westliche der beiden Y-förmigen Pylonen ist 208 m hoch und der höchste Pylon einer Schrägseilbrücke in der Provinz Sichuan. Die Brücke steigt gegen Westen an, um die Höhe der steilen Westufers des Flusses zu erreichen. Die in 100 m Höhe über das Wasser führende Brücke ist deshalb eine der höchsten Jangtse-Brücken.